# 올 데이 앤 어 나이트
《올 데이 앤 어 나이트》(영어: All Day and a Night)는 2020년 공개된 미국의 영화다. 애슈턴 샌더스, 제프리 라이트, 레지나 테일러, 야히아 압둘마틴 2세가 출연했고, 《블랙 팬서》의 각본을 썼던 조 로버트 콜이 각본을 쓰고 연출했다. 살인죄로 종신형을 선고받은 한 흑인 소년의 삶에 대한 회고를 다루고 있다.
2020년 5월 1일 넷플릭스에서 공개되었다.

## 줄거리
영화는 래퍼를 꿈꾸던 자코 링컨이 살인죄로 종신형을 선고받고 감옥에 수감되면서 시작된다. 그는 자신의 삶을 되돌아보며, 어떻게 이런 상황에 이르게 되었는지, 그리고 앞으로 어떻게 살아남아야 할지 고민한다. 자코는 어린 시절 마약 중독자이자 범죄자인 아버지 JD에게 학대를 받았고, 어머니 델론다는 가정을 지키기 위해 애썼다. 결국 자코는 친구 TQ와 함께 좀도둑질과 폭행을 일삼게 된다. 갱스터 빅 스터나에게도 협력하면서 샨테이라는 여성과 관계를 맺고 아들 자이온을 얻지만, 정직하게 살려 노력해도 계속해서 문제를 일으킨다.
결국 자코는 스터나의 경쟁자 말콤을 살해하기로 한다. 말콤과 그의 여자친구 세세를 집에서 살해하면서, 어린 시절 자코가 말콤이 아버지 JD에게 마약을 판매하는 것을 목격하고 그를 원망했었다는 사실이 밝혀진다. 체포된 후, 자코는 TQ와 T-렉스가 말콤을 위해 일했다는 것을 알게 된다. 스터나와 그의 여자친구는 T-렉스를 살해하고, 자코는 감옥에서 TQ를 죽인다.
자코는 샨테이가 아들 자이온과 함께 면회를 오면서 아들을 만나고, 아들이 자신이나 아버지 JD처럼 되지 않도록 키우겠다고 다짐한다. 또한 자코와 JD는 감옥에서 서로의 관계를 개선하기 위해 노력한다.

## 출연진
- 제프리 라이트 - 제임스 대니얼 "제이디" 링컨
- 애슈턴 샌더스/제일린 에밀 홀(아역) - 제이커 에이브러햄 링컨
- 레지나 테일러 - 토메타
- 야히아 압둘마틴 2세 - 빅 스터나
- 크리스토퍼 마이어 - 러마크
- 앤드리아 린 엘즈워스 - 킴
- 베일리 홉킨스 - 퍼거슨양
- 그레천 클라인 - 데비
- 안드레이 존슨 - 허드슨씨
- 스티븐 배링턴 - 맬컴
- 롤란다 D. 벨 - 라트리스
- 아이제이아 존 - 티큐
- 켈리 젠렛 - 덜란다
- 샤키라 자나이 페이 - 샨테이